# Châtillon (Nuova Aquitania)
Châtillon è un comune francese di 229 abitanti situato nel dipartimento della Vienne nella regione della Nuova Aquitania.
Il territorio comunale è bagnato dalla Dive du Sud.

## Società

### Evoluzione demografica
Abitanti censiti